# Ijolita
L'Ijolita (nom derivat del finès Iijoki, nom comú en algunes localitats de Finlàndia), és una roca ígnia formada principalment per nefelina i augita. Les ijolites són roques rares des del punt de vista tant petrològic com mineralògic. Es troben en diverses zones de Kainuu, al nord-est de Finlàndia i a la península de Kola, al nord-oest de Rússia, a prop del mar Blanc.
Com a minerals accessoris s'hi poden trobar: apatita; cancrinita; titanita i iivarita (una varietat rica en titani de melanita (granat (mineral))). Aquesta roca és l'anàleg plutònic i holocristal·lí de la nefelinita (tenen la mateixa relació que la que les sienites nefelíniques tenen amb les fonolites.